# Metopium brownei
El chechén prieto o goao de costa (Metopium brownei) es un árbol perteneciente a la familia Anacardiaceae. Es originario del sureste de México y la península de Yucatán. Produce savia tóxica compuesta por urushiol y es irritante, puede producir dermatitis de contacto en la piel. Está compuesta de aceites saturados e insaturados y la reacción alérgica depende de la insaturación de la cadena alquilica. Habita desde el nivel del mar hasta los 400 m s. n. m. y es un árbol componente del Bosque tropical perennifolio. Es un árbol con tronco recto que alcanza 25 m de alto. Sus hojas crecen en espiral y están compuestas por 5 a 7 foliolos casi orbiculares. Producen resina tóxica. Sus frutos son bayas ovoides, carnosas, amarillas o anaranjadas. Su madera es apreciada para consumo local.

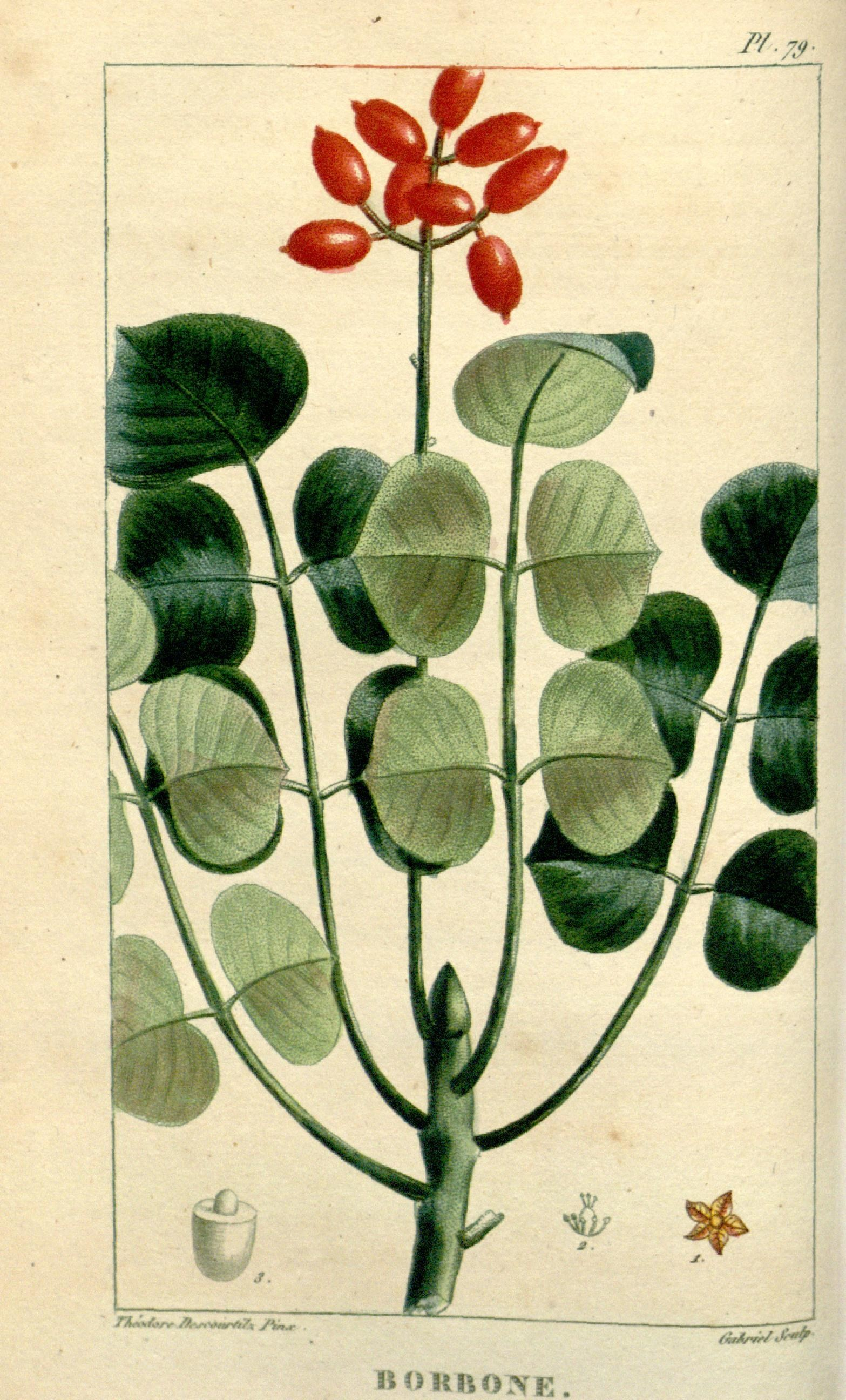

## Descripción
La madera de este árbol es una valiosa fuente de madera en América Central y la Antillas. Al igual que su cercano Metopium toxiferum, produce urushiol en su corteza, que puede causar dermatitis de contacto en su piel cuando se toca, por lo tanto los árboles vivos y troncos recién cortados deben ser manejados con cuidado.
El antídoto es el árbol Bursera simaruba, del cual se utiliza la savia de justo debajo de la corteza, por vía tópica, y un té rojo hecho al hervir las hojas, se utiliza varias veces al día como un lavado o ungüento para aliviar la picazón y aumentar la velocidad de recuperación/curación.

## Taxonomía
Metopium brownei fue descrita por (Jacq.) Urb. y publicado en Symbolae Antillanae seu Fundamenta Florae Indiae Occidentalis 5: 402–403. 1908.
Sinonimia
- Rhus metopium L.
- Terebinthus brownei Jacq.	[6]